# Luis Ángel Fernández-Hermana
Luis Ángel Fernández-Hermana (Màlaga, 1946) és un periodista científic, professor i consultor en tecnologies de la informació i la comunicació, especialitzat en la conceptualització, disseny, desenvolupament i gestió de xarxes del coneixement. És director del «Laboratorio de Redes Sociales de Innovación» (lab_RSI) i de la revista electrònica d'innovació social Coladepez.
Va participar a llançar la primera web d'El Periódico de Catalunya, el 25 de maig de 1995. Les seves pàgines de telemàtica al diari, prèvies al salt a les "superautopistes", van esdevenir de referència. Amb múltiples connexions globals i amb una gran capacitat d'interpretació de com evolucionaven les tecnologies i la ciència les seves opinions han estat visionaries i avançades a la pròpia evolució de les xarxes.
L'any 1995 va aconseguir tenir una pàgina semanal dedicada a internet en El Periódico de Catalunya, cosa que el posà a l'avantguarda del periodisme específic d'internet, junt amb altres pioners com en Lluís Reales de La Vanguardia, Vicent Partal d'Infopista, posterior VilaWeb, Angel Cortés Noticias DOT com o Mike Amigot de La Brújula de Internet.
Fundador el 1996 de la revista electrònica en.red.ando i de l'empresa Enredando.com, que va dirigir fins al 2004, ha publicat tres volums sobre la història d'Internet: Historia Viva de Internet I, Los años de en.red.ando (1996-1998), Historia Viva de Internet II, Los años de en.red.ando (1999-2001) i Historia Viva de Internet III, Los años de en.red.ando (2002-2004). Actualment dirigeix el Laboratorio de Redes Sociales de Innovación.